# リヴィウ工科大学本館
リヴィウ工科大学本館（リヴィウこうかだいがくほんかん、ウクライナ語: Головний корпус Львівської політехніки）は、ウクライナのリヴィウ（現在のステパーン・バンデーラ通り12番地）にある建物である。1873年から1877年にかけて、建築家ユリアン・ザハレヴィチの設計により、ネオルネサンスおよび新古典主義建築様式で建設された。当初はリヴィウの皇帝立王立技術アカデミー（現在のリヴィウ工科大学）の本部として使用された。ユリアン・ザハレヴィチは建物の内装デザインも担当した。

## 歴史
教育最高委員会は、1811年1月11日の回状でガリツィア地方政府に対し、皇帝がリヴィウでの実科学校の設立を許可したことを通知した。さらに、同委員会はウィーンの実科学校のプログラムを聖アンナ教会に送り、地方政府に対し、このプログラムを地元の状況やニーズに合わせて調整し、この教育機関の設立と維持のための資金源を検討し、そのための施設を整備するよう要請した。ちなみに、1809年に再編されたウィーンの実科学校は、国民学校の継続であり、各クラス30時間の3年間の教育課程であった。
この学校への入学を希望する生徒は、4年制の通常学校で2年間の教育を修了するか、そのクラスの科目の入学試験に合格し、さらに毎月2ズウォティの授業料を支払う必要があった。
既存の通常学校の維持にも十分な資金がなかったため、地方政府はリヴィウに実科学校を設立しないことを決定した。教育委員会はこれに同意せず、1812年2月1日までに政府からの肯定的な回答を要求した。1812年11月9日、地方政府は教育委員会に対し、以下の提案を含む報告書を送付した。
- 実科学校で教えるべき科目とその適切なクラスへの分割、およびそれらはポーランド語で教えられるべきであること。
- 4年制の通常学校で2年間の教育を修了した生徒を受け入れること。
- すべての通常の生徒は、各クラスで規定されているすべての科目を学ぶ義務があること、同時に、特定の科目を学ぶための適切な準備をした高齢者は、臨時の生徒として学校で学ぶことが許可されること。
- しばらくして、リヴィウだけでなく郡の町でも、実科学校を卒業していない者には、独立して商業または産業を営む許可を与えないこと。
- 学校の維持費は、当時導入が計画されていた産業税で賄われること。
- 学校はリツェウムの建物に置かれること。

本館には、教育プログラムに従い、一般的な準備科目と教育科目のほか、工学、建設、機械工学の各学部が置かれた。
1階には、東側の庭に面して工学部が移転した。建物の北側には、手描きとモデリングのための教室が配置された。建物の正面玄関の近くには、物理学と機械技術の学科の部屋が設けられた。さらに、この階には一般科目のための3つの講義室があった。物理学実験室は、大部分が明るい半地下のアーチ型の部屋に移転し、螺旋階段で同じ学科の講義室の準備室と直接つながっていた。半地下には、さまざまな倉庫や、教育機関の補助職員の一部のアパートがあった。
2階には、建設学部と機械建設学部、図書館、管理部門、および祝典のための代表的な部屋が移転した。
建物の3階には、数学と自然科学の科目の講義室とそれらの視覚教材が置かれた。屋上には、現在も稼働している小さな天文台が設けられた。
1900年代初頭には、教育スペースが拡張された。本館には2つの翼が増築され、6つの大きな講義室を設けることができた。

### 戦時中の利用と戦後の復元
第二次世界大戦中、本館はドイツ軍の占領下で軍病院として使用された。戦後はソビエト連邦の予算により復元作業が行われ、1950年代から1960年代にかけて講堂や図書館の改修が実施された。1980年代には、外壁の修復と内部装飾の保存が重点的に行われ、ヤン・マテイコの壁画「進歩の勝利」の一部がリヴィウ国立美術ギャラリーに移された。現代では、ウクライナ文化省の保護下にあり、定期的なメンテナンスが行われている。

## 建築
建築家ユリアン・ザハレヴィチの構想では、リヴィウの技術アカデミーの本館は、有名なウィーン工科大学の本館に劣らないものとなるはずであった。建築家はウィーンの歴史主義の様式を再解釈し、建物の構造にルネサンス建築とバロック建築の要素を加えた。
工科大学の本館は、長方形の3階建てで、2つの中庭と廊下式の教室配置を持つ。そのファサードは、穏やかなプロポーションを持つシンプルな幾何学的要素で構成されている。1階の窓のアーチと、コーニスで飾られた上階の窓の明るく規則的なリズムは、切り石の堂々としたラスティックな装飾と組み合わされ、その明るい色は壁の赤い色を美しく引き立てている。ファサード中央の対称的な側翼は、6本のコリント式の柱を持つ堂々としたポルチコで繋がれている。張り出しを飾る高い石造りのアッティカには、レオナルト・マルコーニの作品である3つの座る女性像の寓意的な群像が配置されており、当時この建物にあった工学、建築、機械工学の3学部を象徴している。建物の目的は、アッティカにあるラテン語の金色の碑文「Litteris et Artibus」（「学問と芸術のために」）によって表現されている。

### 玄関ホール内装
かなり広々とした3身廊式の玄関ホールには、重い側身廊の交差ヴォールトを支えるコーニスを持つ2重のトスカナ式円柱がある。玄関から階段の美しい眺めが開ける。階段に向かって左手には、ユリウシュ・ベルトフスキの彫刻による白い大理石のユリアン・ザハレヴィチの胸像（1910年製作、1913年設置）が設置されている。向かいには、1990年代に彫刻家ボフダン・ポポヴィチ、フェドル・ヴァシレンコ、オレフ・リャスコフスキーの共同設計による記念碑「ウクライナの自由のための戦士たち」が設置されている。碑の青銅板には、ドイツ占領と共産主義体制の時代にウクライナの自由のために命を捧げたリヴィウ工科大学の卒業生と教員の名前（ミコラ・シュラーフ、ペトロ・フランコ、カテリーナ・ザリツカ、アンドリー・ピアセツキー、アンドリー・ラストヴェツキー、オレクサ・ハシン）が刻まれている。また、1993年には、彫刻家ボフダン・ポポヴィチの制作によるステパーン・バンデーラのレリーフがリヴィウ工科大学本館に設置された。玄関ホールを通って数段上がったところには、広々とした3つの階段があり、1階はアーケード状で、イオニア式の柱で飾られている。アーケードは、装飾豊かなピラスターで支えられている。階段は、主コーニスの上のガラスの天井からのトップライトがある。玄関ホールと階段の多色装飾は、古代ローマとルネサンスの画家によく見られたいわゆるグロテスク様式を模倣している。壁画はユリアン・ザハレヴィチが制作し、マウリツィとエイシヒ（エリック）・フレッキ兄弟が描いた。階段はまた、ネオ・ルネサンス様式の装飾と、アーケードの上の隅に横たわる寓意的な人物像（芸術と科学を象徴する）で飾られている。これらは、ウィーンの彫刻会社カロール・フェルドバッハーのリヴィウの代表者であるエミール・シュレーデルがセメントと水硬性石灰で作製した。

### 大講堂
階段から玄関ホールを通って、広々としたホールに入る。ホールの壁は、1884年にイヴァン・ドリンスキーが油絵で大理石の上に描いた区画に分割されている。台座の上の2重のコリント式円柱が区画を分け、広いコーニスを支えている。コーニスの上の壁には、わずかな変化を伴って各壁に繰り返される2つの女性像がそびえ立っている。シュレーデルはフェルドバッハーのモデルに基づいてこれらを制作した。ホールの天井は金箔が施され、マヨリカ焼きで装飾されている。中庭に面した出入り口は、ネオ・ルネサンス建築様式で精巧に彫刻されている。建築要素の洗練されたリズムと造形は、壁の上部にあるフリーズを形成し、構成的な全体を形成する油絵のパネルと美しく調和している。カリアティードの間の11の区画は、ヤン・マテイコのスケッチ「進歩の勝利」に基づく絵画で飾られており、人類文明の発展の場面の連作となっている。
- 神父と子によって創造された人類の天才 - 創造的なインスピレーションの象徴。
- 地球を支える天才 - 進歩の寓意。
- キュベレーとマモン - 人類の悪徳を擬人化した象徴。
- 悪魔の幻の勝利。
- 聖母マリアは彼女に来る人々を慰める。
- 科学の寓意。
- 詩、音楽、歴史。
- 彫刻、絵画、建築。
- 鉄道と蒸気機関の発明。
- 電信の発明。
- スエズ運河。

油絵は、ヤン・マテイコが1883年から1885年にかけて制作した構想とスケッチに基づいて描かれた。1887年から1891年にかけて、ヤン・マテイコの弟子とクラクフ美術学校の教員であるJ・ウニエルジツキー、T・リセヴィチ、K・ジェレホフスキー、K・ルスキナらが、それぞれ230×300cmの11枚の連作絵画を制作し、1892年に壁に固定された。これらのパネルは鮮やかで、19世紀末のアカデミズムに典型的なやや劇場的な様式で描かれている。近年、壁画の修復作業が進められ、2020年にはリヴィウ国立美術ギャラリーと協力して一部の劣化部分が補修された。

### 旧図書館
大講堂の近くには、美しい図書館のホール（現在は大学の科学技術製品展示ホール）がある。ホールの内装は、レオナルト・マルコーニの装飾と絵画が施された梁のある木製の天井が特徴である。ホールには、1880年にユリアン・ザハレヴィチとレオナルト・マルコーニの共同設計により、フランダース・ルネサンス様式でリヴィウのフランツィシェクとユゼフ・ヴチェリャク兄弟の工房で製作された書棚が飾られている。ホールの内装設計はユリアン・ザハレヴィチが行った。装飾と彫刻は彫刻家タデウシュ・ソクウルスキーが担当した。現在、この建物にはリヴィウ工科大学の歴史博物館があり、大学の設立から現代までの資料や工科教育の進展を示す展示が公開されている。

### 周辺地域
工科大学の本館は、主に19世紀末から20世紀初頭、そして20世紀の50年代から60年代にかけて形成された小さな植物園に囲まれている。公園の構成の中心は、中央に色とりどりの花壇があり、低い装飾的な金属製の柵で囲まれた本館前の広場である。花壇周辺の広場は自然石で舗装されている。正門、花壇、本館の入り口が一直線に並ぶ構成軸は、正門を過ぎるとすぐに二手に分かれ、公園の柵に沿って左右にまっすぐな小道が延びている。さらに、構成軸は建物の正面玄関前で再び二手に分かれる。左（アルヒテクトールスカ通り方面）に曲がる小道は、アーチ型の鉄筋コンクリート製の橋がある広々とした広場を通って、大学の新しい校舎へと続いている。この橋は、ガリツィアで最初の鉄筋コンクリート構造物であり、工科大学の職員である技師マクシミリアン・トゥリエと建設業者フランツィシェク・ザグールスキーによって1892年に製作された。この橋は、1894年6月5日から10月10日までリヴィウのストリスキー公園の上部テラスで開催されたガリツィア地方博覧会の展示品として製作された。その隣には、1925年にポーランドの幼年兵の記念碑が建てられた。記念碑の作者は建築家ヴィトルト・ラフスキー、彫刻家ユゼフ・スタジンスキーで、リヴィウ国立イヴァン・トルシュ装飾応用芸術大学の教授で教員のアンジェイ・アルブリフトが協力した。盛大な除幕式は1925年11月22日に行われた。この記念碑は1950年以降に破壊された。
プロフェソールスカ通り側の公園には、第二次世界大戦で戦没したリヴィウ工科大学の学生と教員の記念碑が1976年に設置された。彫刻家ボフダン・ポポヴィチ、イヴァン・フミリアール、ヤロスラフ・スクレントヴィチ、建築家ロマン・リプカの共同設計による作品である。

## 文化的意義
リヴィウ工科大学本館は、ウクライナの国家文化遺産に指定されており、ガリツィア地方の19世紀後半の建築を代表する傑作として評価されている。ユリアン・ザハレヴィチの設計は、リヴィウの歴史的中心部におけるネオルネサンスと新古典主義の融合を示し、ユネスコ世界遺産に登録されたリヴィウ旧市街の景観に貢献している。本館は、ウクライナの高等教育と技術発展の象徴として、学術界や市民に広く認識されている。

## 現代の利用
本館は現在もリヴィウ工科大学の主要な教育・管理棟として使用されており、学術会議、学位授与式、文化的イベントの会場として活用されている。毎年開催される芸術フェスティバル「ポリテクニックの春」では、大講堂がコンサートや演劇の舞台となり、市民や観光客に公開される。また、ガイド付きツアーが定期的に開催され、本館の建築美や歴史を紹介するプログラムが観光客に人気である。

## ギャラリー

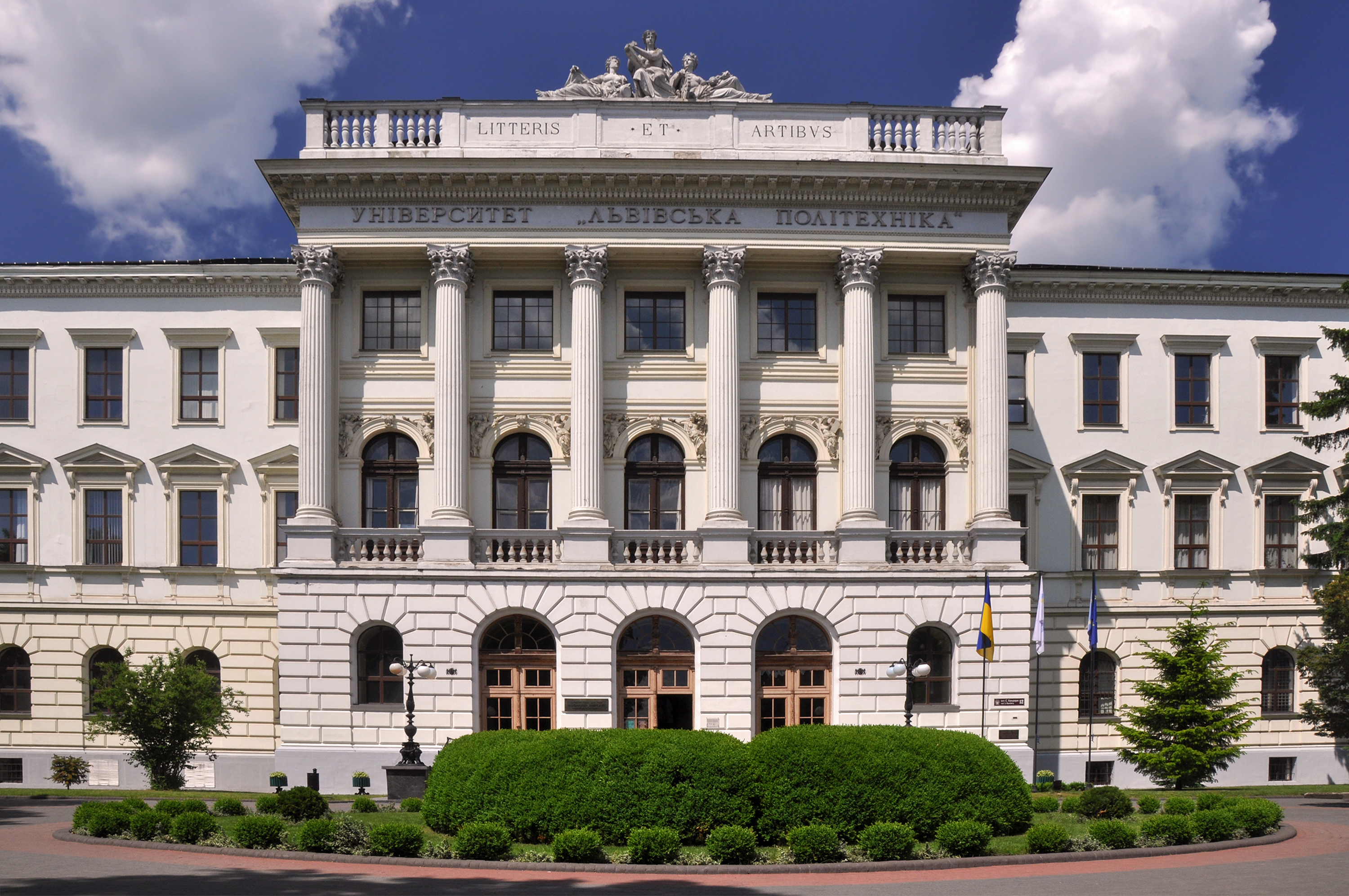
リヴィウ工科大学本館の外観
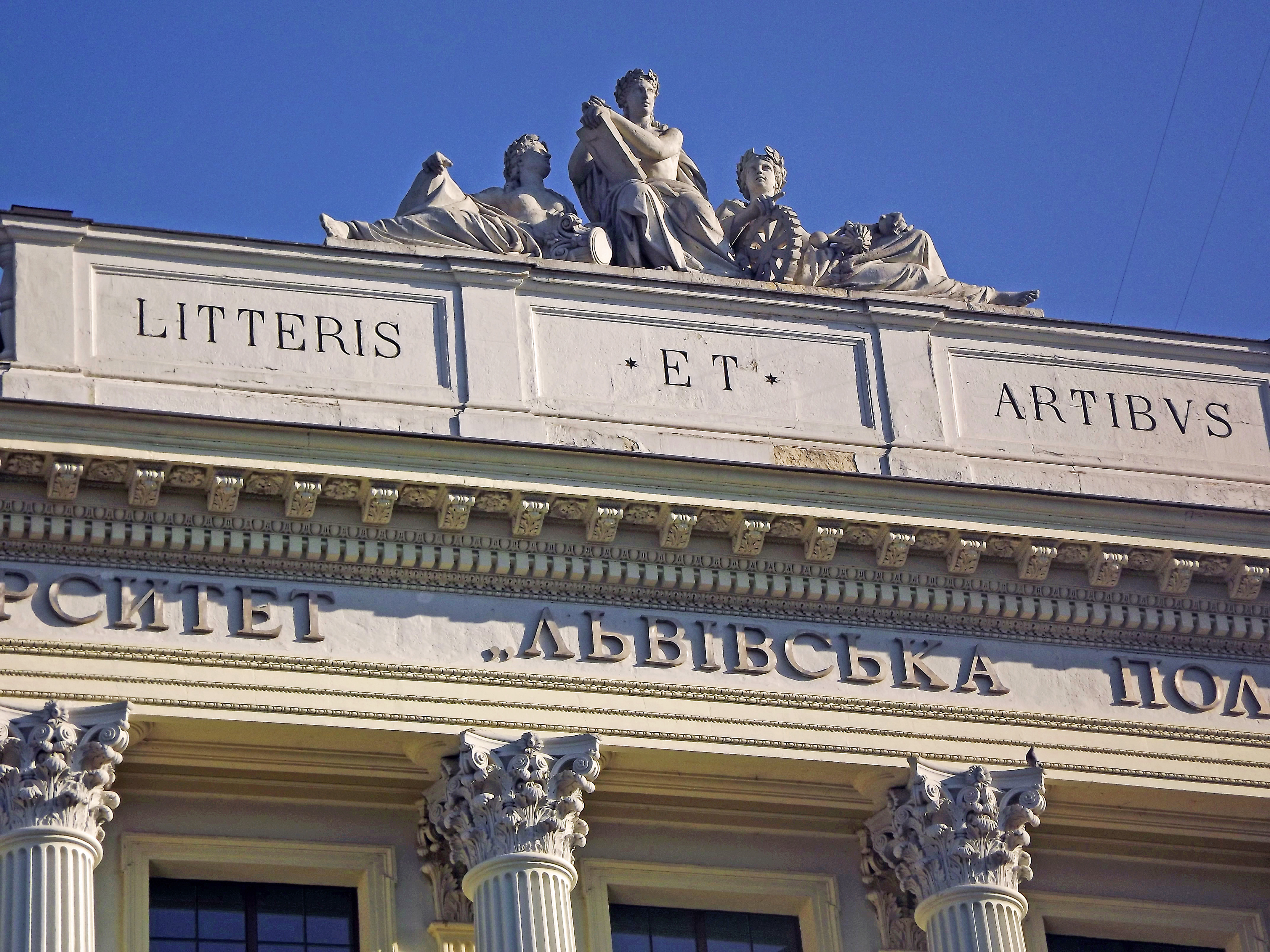
本館正面のアッティカに設置された工学、建築、機械工学を象徴する女性像
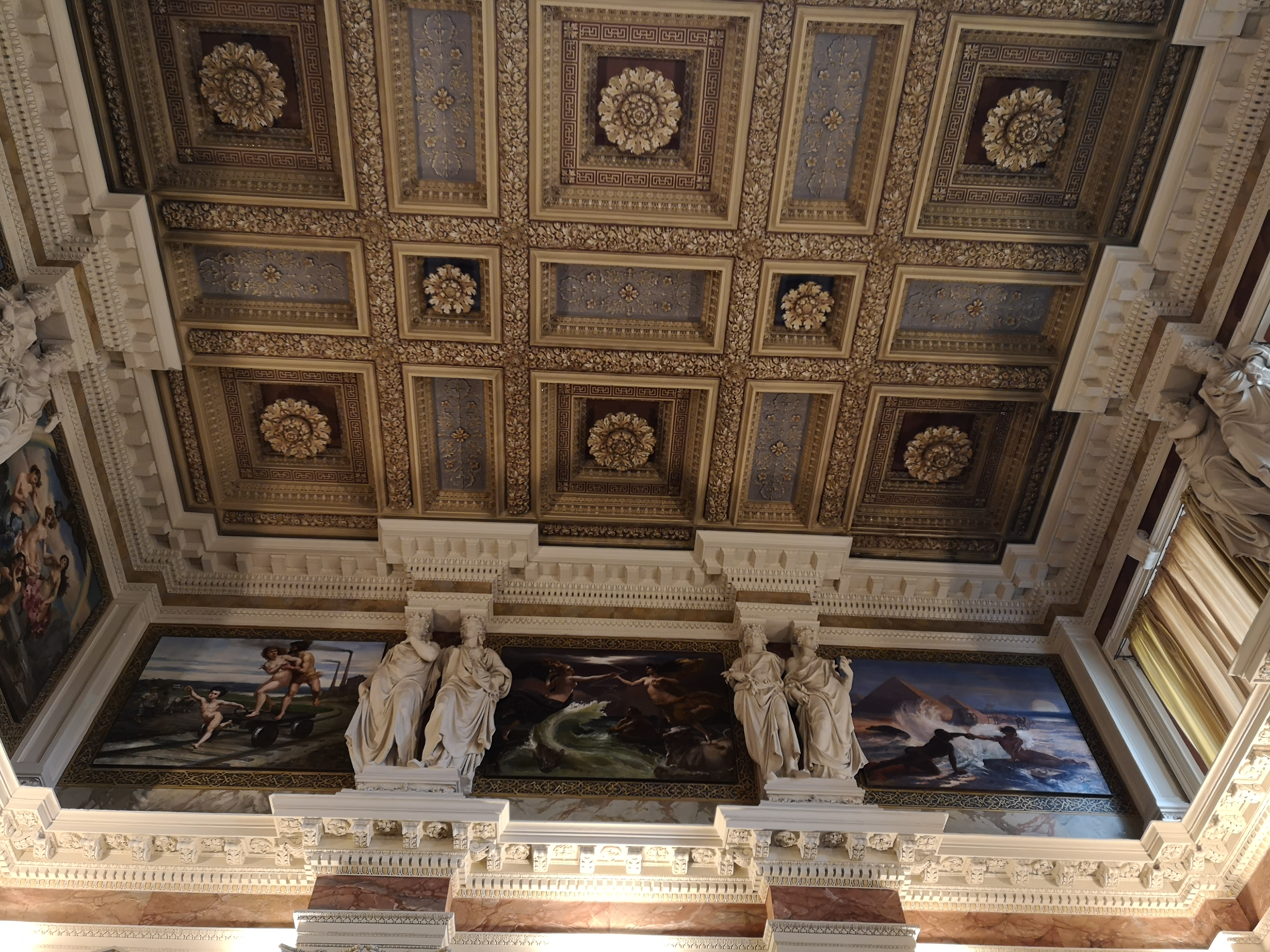
リヴィウ工科大学本館のファサード
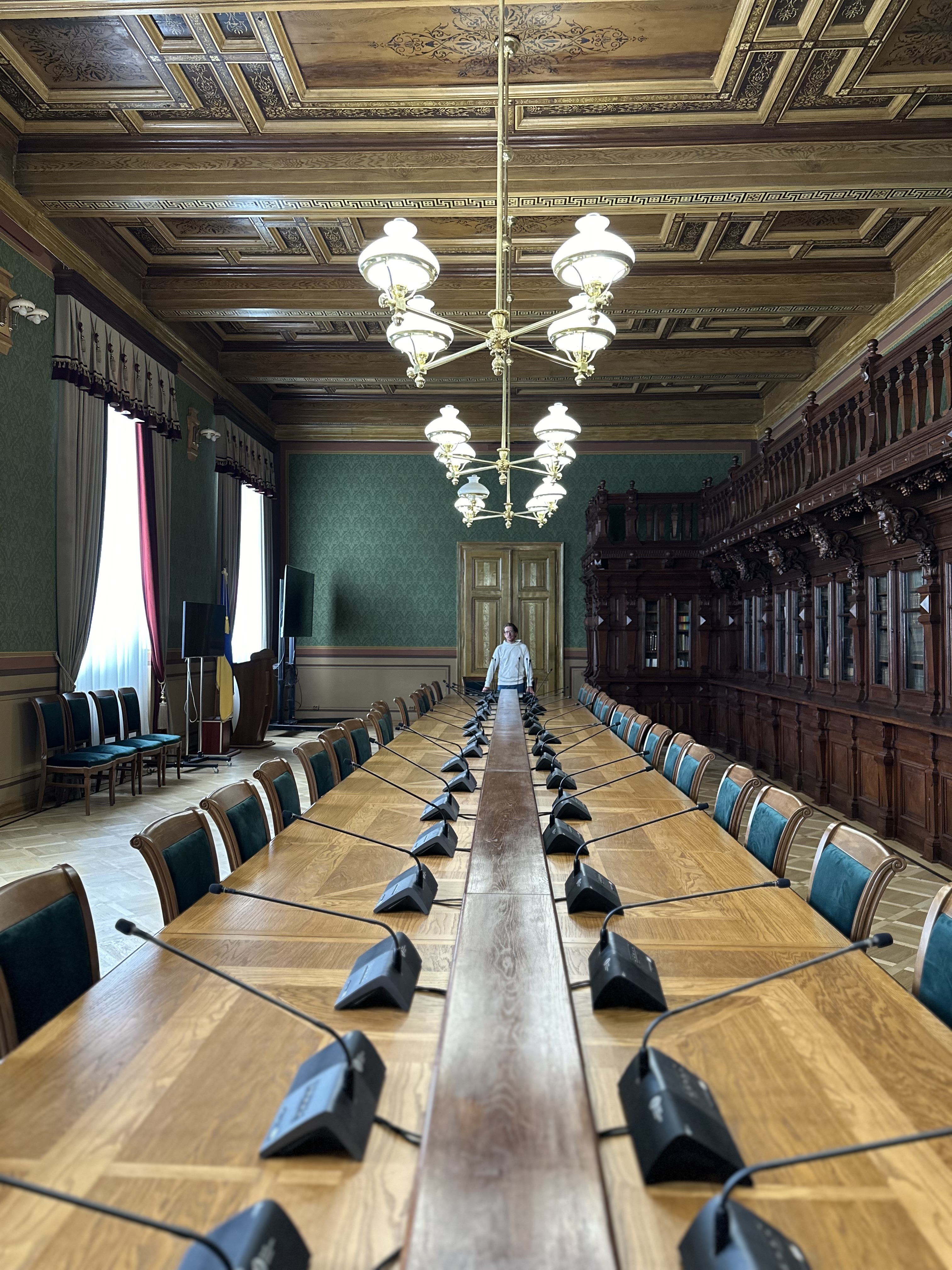
本館内の会議室
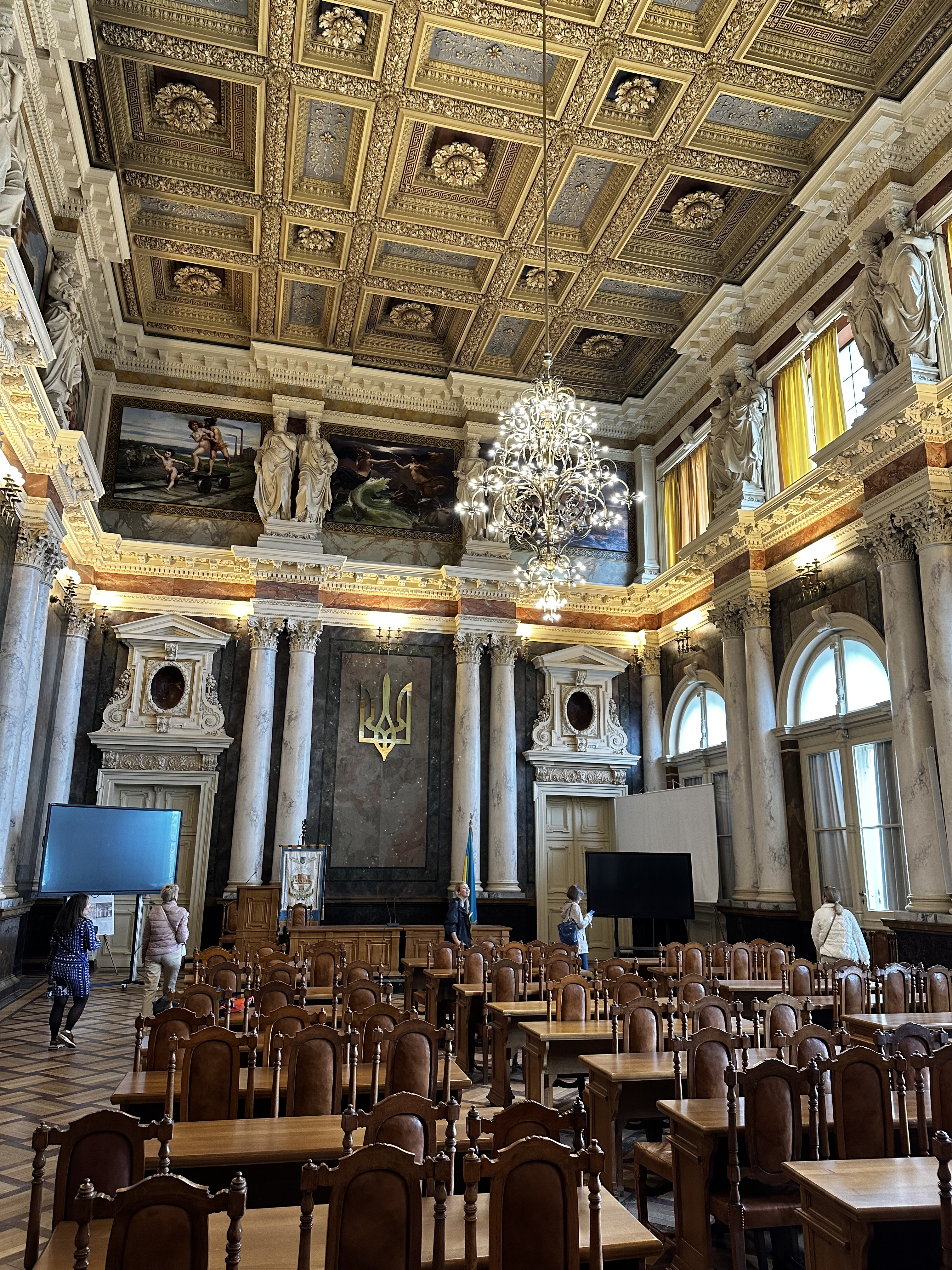
本館内の会議室（別角度）
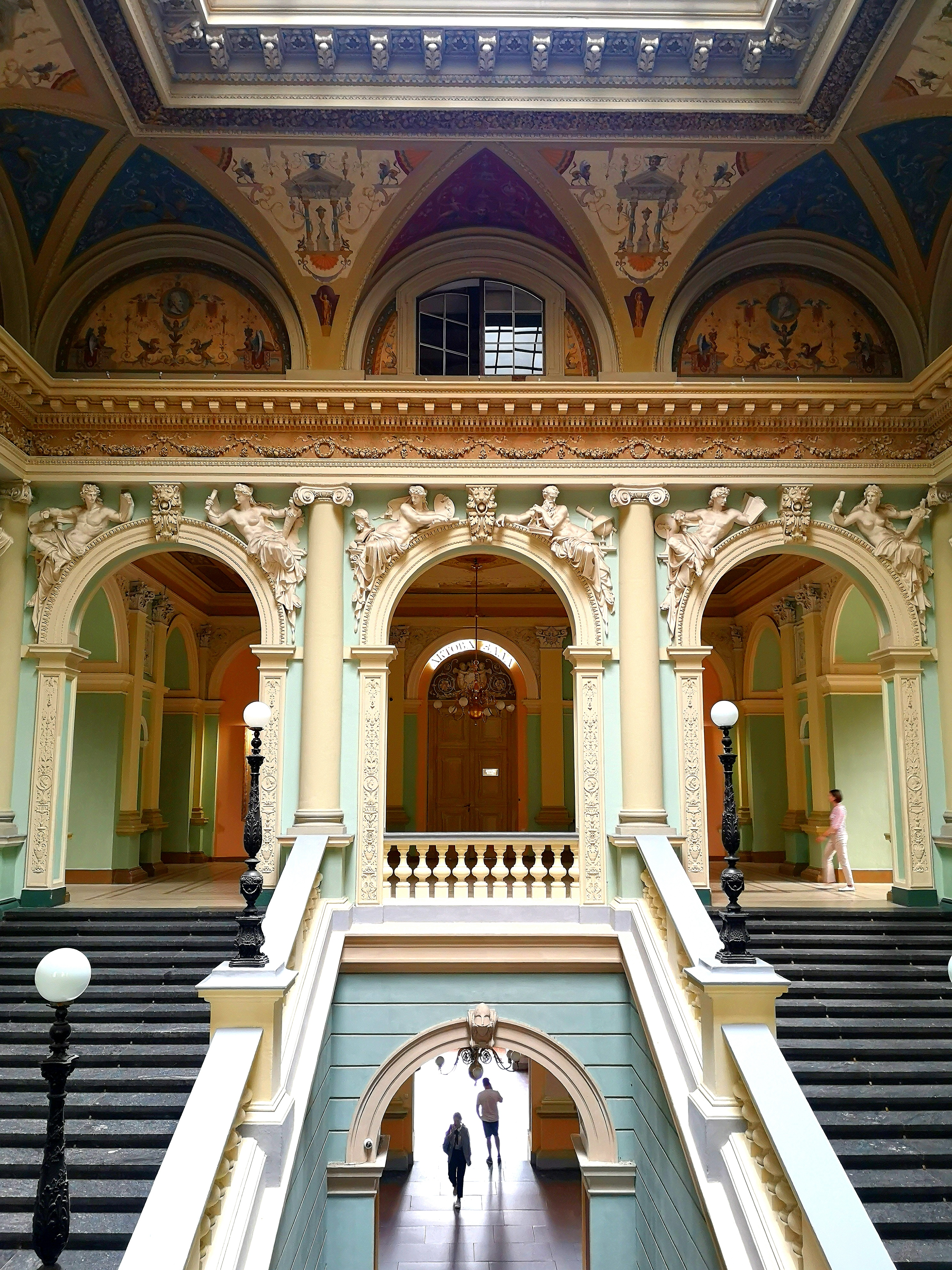
リヴィウ工科大学本館の全体像